# Empire Awards
Les Empire Awards sont des récompenses de cinéma décernées chaque année depuis 1996 par le magazine de cinéma britannique Empire pour récompenser les meilleurs films de l'année.
Les récompenses sont votées par les lecteurs du magazine.

## Catégories de récompenses
- Meilleur film (Best Film) – depuis 1996
- Meilleur film britannique (Best British Film) – depuis 1996
- Meilleur réalisateur (Best Director) – depuis 1996
  -  Meilleur réalisateur britannique (Best British Director) – de 1997 à 2001, et en 2005
- Meilleur acteur (Best Actor) – depuis 1996
  -  Meilleur acteur britannique (Best British Actor) – de 1996 à 2005
- Meilleure actrice (Best Actress) – depuis 1996
  -  Meilleure actrice britannique (Best British Actress) – de 1996 à 2005
- Meilleur espoir (Best Newcomer) – de 2003 à 2006, et depuis 2008
  -  Meilleur début (Best Debut) – de 1996 à 2002 
  -  Meilleur espoir masculin (Best Male Newcomer) – en 2007 
  -  Meilleur espoir féminin (Best Female Newcomer) – en 2007
- Meilleur thriller (Best Thriller) – depuis 2006
- Meilleur film fantastique ou de science-fiction (Best Sci-Fi/Fantasy) – depuis 2006
- Meilleure comédie (Best Comedy) – depuis 2006
- Meilleur film d'horreur (Best Horror) – depuis 2006
- Meilleure scène (Scene of the Year)  – de 2003 à 2007
- Meilleure bande originale (Best Soundtrack)  – de 2008 à 2009
- Meilleur scénario - depuis 2016

Récompenses spéciales
- Empire Icon Award – depuis 2006
- Empire Hero Award – depuis 2010
- Empire Inspiration Award – depuis 1997 (de façon irrégulière)
- Empire Special Award pour une contribution au cinéma britannique – de 2000 à 2010
- Lifetime Achievement Award – de 1996 à 2006
- Independent Spirit Award – de 2002 à 2005
- Movie Masterpiece Award – de 1999 à 2000